# Un disque sourd
Albums de Dominique A
La Fossette
(1993)
Un disque sourd est un 33 tours autoproduit de Dominique A paru en 1991 à 150 exemplaires vendus à la sortie des concerts de l'artiste. Certains titres seront retravaillés pour l'album suivant, La Fossette, considéré comme le premier de Dominique A.
L'album est réédité en janvier 2012 à l'occasion du vingtième anniversaire de La Fossette.

## Liste des titres
| No  | Titre                      | Durée |
| --- | -------------------------- | ----- |
| 1.  | Le Courage des oiseaux     |       |
| 2.  | Passé l'hiver              |       |
| 3.  | Ce qui sépare              |       |
| 4.  | La Bête                    |       |
| 5.  | Syl                        |       |
| 6.  | Un tour de manche          |       |
| 7.  | Silence entre nos larmes   |       |
| 8.  | Everyday's Not Like Sunday |       |
| 9.  | Sous la neige              |       |
| 10. | La Folie des hommes        |       |
| 11. | Tout le temps              |       |
| 12. | Points de mire             |       |
| 13. | L'Attirance                |       |